# Mokre (Toruń)

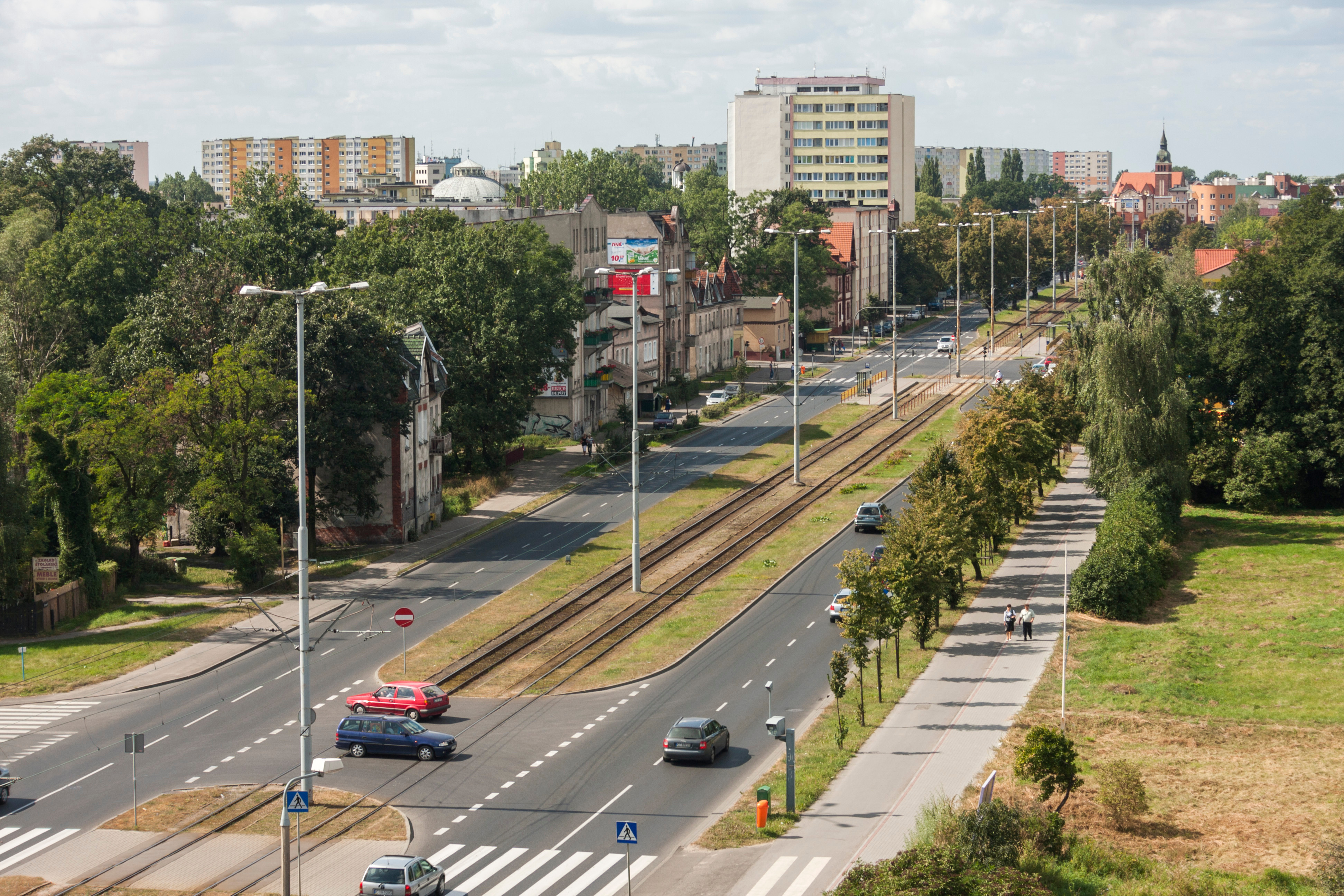
Ulica Kościuszki

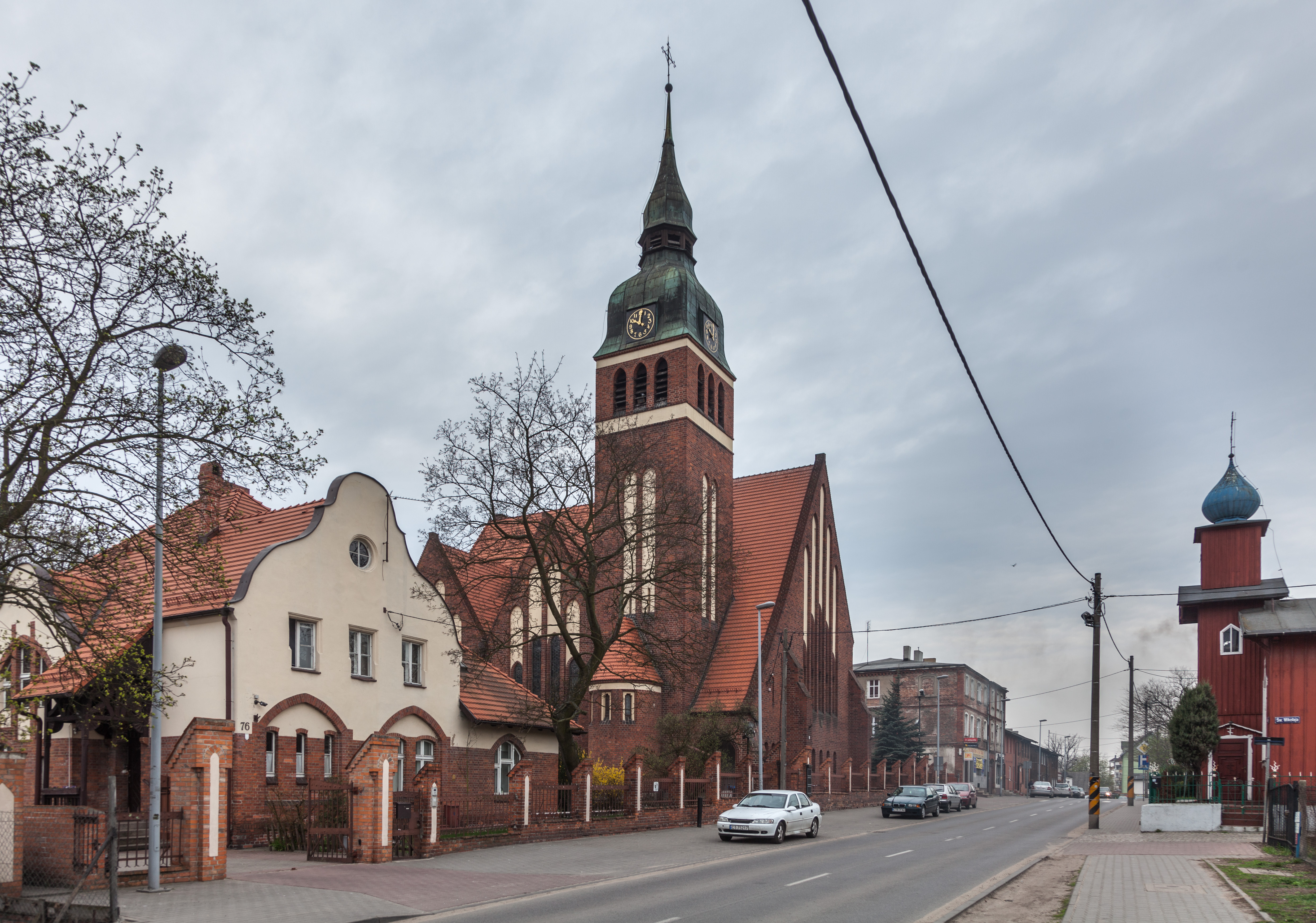
Kościół Matki Boskiej Zwycięskiej, dawny ewangelicki św. Jerzego

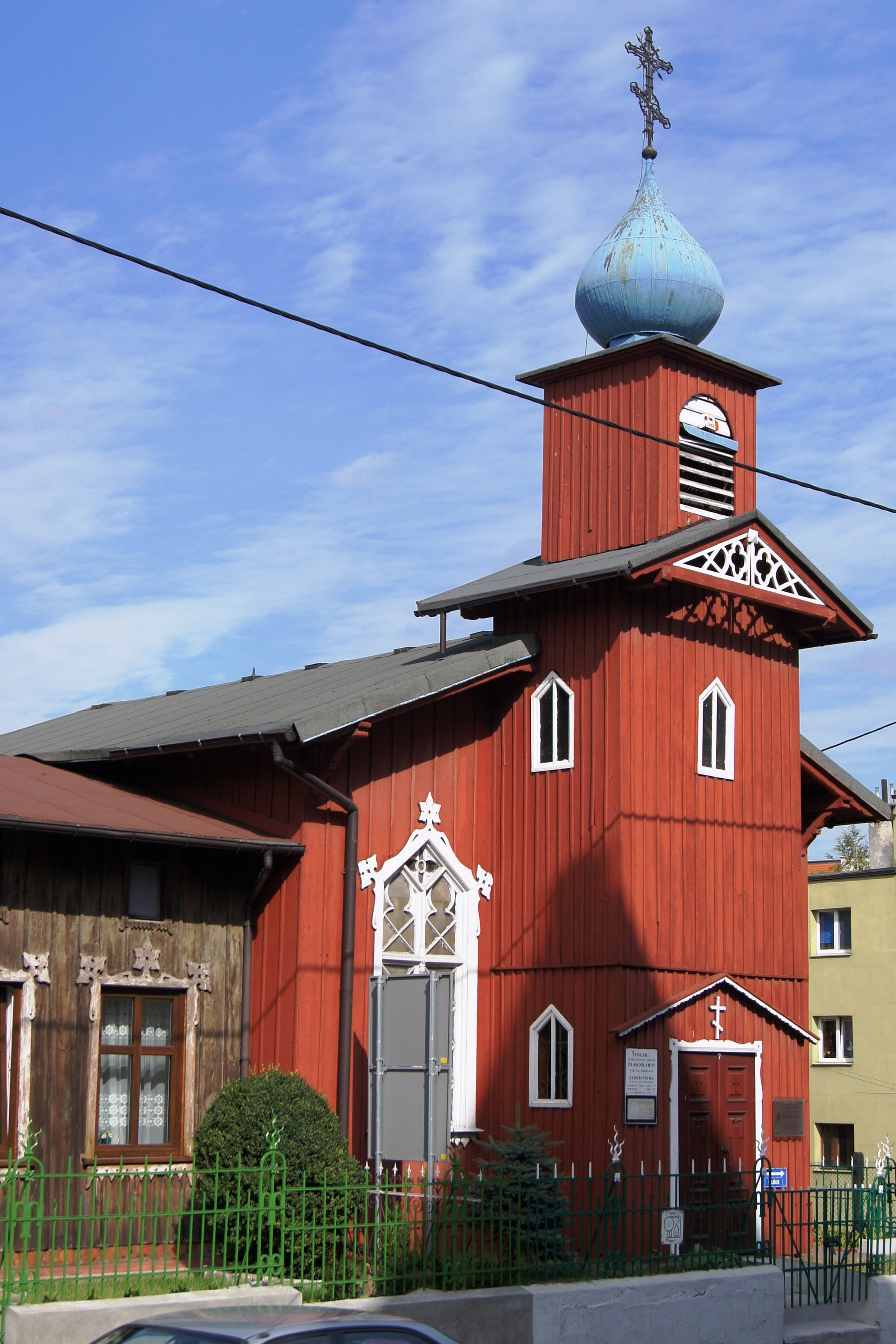
Cerkiew prawosławna z 1888 roku

Mokre – część urzędowa Torunia zlokalizowana w centrum miasta. W granicach miasta od 1906 roku. Główną ulicą Mokrego jest ulica Kościuszki, przecinająca osiedle ze wschodu na zachód, i prostopadła do niej ulica Grudziądzka. Przez Mokre przepływa Struga Toruńska.
Według danych z 9 grudnia 1931 roku, na Mokrem mieszkało 16 468 osób. Według stanu z 31 maja 1938 roku, Mokre zamieszkiwało 20 512 osób. Według stanu z 31 grudnia 2016 roku, liczba osób zameldowanych na pobyt stały na Mokrem wyniosła 13 874.

## Historia
Najstarsze ślady bytowania człowieka na Mokrem datuje się na okres mezolitu (8000-4500 lat p.n.e.). Pierwotnie Mokre porastał las. Pierwsza znana wzmianka o miejscowości pochodzi z 1230 roku, kiedy to folwark Mokre został nadany biskupowi włocławskiemu przez mistrza krajowego krzyżackiego Hermanna von Balka. W 1258 roku Toruń otrzymał Mokre jako wieczystą dzierżawę za opłatę rocznego czynszu. W 1295 roku Mokre pojawiło się w źródłach jako wieś toruńska. Od XIV wieku wieś dzieliła się na dwie części: Duże (ul. Kościuszki i Bażyńskich) i Małe (Grudziądzka i Warneńczyka). Podział ten utrzymał się do końca XIX wieku.
Od XIV wieku gospodarstwa i ogrody na Mokrem należały do mieszczan toruńskich. Na Małym Mokrem rozciągały się ogrody należące do kupców, rzemieślników i ogrodników. Pola uprawne dominowały w Dużym Mokrem. Toruńska rada miejska wspierała rozwój ogrodnictwa i uprawę chmielu.
Wieś spłonęła podczas wojny trzynastoletniej i wojen szwedzkich w latach 1629 i 1658. W czasach nowożytnych mieszkańcy wsi zajmowali się obok rolnictwa również nielegalnym rzemiosłem, profesją furmańską i płóciennictwem. Podobnie jak w innych przedmieściach Torunia powszechna tutaj była hodowla świń. Na przełomie 1724 i 1725 ludność Mokrego, zdominowana przez katolików, zbuntowała się przeciwko Radzie Miejskiej Torunia, reprezentowanej w większości przez ewangelików. Mokrzanie zawiesili płacenie kontrybucji generalnej, powołując się na dekret z 1724 roku dotyczący równouprawnienia katolików w mieście. Podatek został wyegzekwowany siłą. Mniej więcej w 1724 roku we wsi znajdowała się szkoła prywatna, stanowiąca konkurencję dla toruńskich szkół publicznych. Po I rozbiorze Polski w 1772 roku wieś zajęły Prusy, przez samo Mokre wyznaczono granicę między Prusami a Polską.
W XVIII wieku na Mokrym mieścił się cmentarz Boża Męka. Mieścił się on na obszarze dzisiejszych ulic Grudziądzkiej, Bażyńskich, Czarneckiego i ks. Gogi. Do czasów współczesnych po cmentarzu nie pozostał żaden ślad. W tym samym wieku na północy Mokrego Samuel Luther Geret założył folwark Katharinenflur (Katarzynka).
Mokre zostało doszczętnie zniszczone podczas wojny napoleońsko-rosyjskiej w 1813 roku. Po 1815 roku na Mokrem osiedlili się robotnicy przybyli do budowy Twierdzy Toruń. Osiedle podzielono na części: Nowe Mokre, Mokre, kolonia Mokre i folwark Mokre. W 1848 roku wieś zamieszkiwało ok. 1 tys. osób, do 1868 roku liczba ta wzrosła do ponad 5 tys., a w 1895 roku wynosiła ponad 10 tys. W 1819 roku we wsi było 70 budynków mieszkalnych, w 1823 – 102, w 1831 – 108. W połowie XIX wieku na Mokrem nastąpił rozwój przemysłu. W 1856 roku wzniesiono Fabrykę Maszyn i Kotłów, Odlewnię Żelaza i Stali „Born & Schütze”. W 1889 roku została otwarta stacja kolejowa Toruń Mokre, a w 1959 roku Toruń Wschodni.
W 1894 roku niemieckie władze Torunia zaplanowały przyłączenie Mokrego do Torunia. Mokre miało nazywać się Thorn Nord. 1 kwietnia 1906 roku Mokre przyłączono do Torunia. Liczyło ono wówczas ponad 12 tys. mieszkańców.
Na początku XX wieku i w okresie międzywojennym w Mokrym dominowało budownictwo jednorodzinne, w tym liczne gospodarstwa rolne. Rozwój ekonomiczny Mokrego ograniczał płytko zalegający poziom wód gruntowych. Mokre borykało się z chaosem przestrzennym. Chaos w zabudowie powodowały liczne bocznice kolejowe i pomieszanie zabudowy mieszkalnej z terenami przemysłowymi, składowymi lub dużymi obszarami upraw ogrodniczych. Ponadto w okresie międzywojennym na Dębowej Górze (również: Pod Dębową Górą) i Kozackich Górach pojawiły slumsy. W 1934 roku na tychże osiedlach mieszkało ok. 5 tys. torunian. W 1926 roku na Dębowej Górze wybudowano domy osiedlowe dla ubogich. W 1934 roku na Kozackich Górach przeprowadzono doraźny spis, który wykazał, że w barakach, dawnych fortach oraz szałasach mieszkało 5088 osób. Pomimo wybudowania w okresie międzywojennym fabryk i zakładów przemysłowych Mokre zachowały wiejski charakter zabudowy. Według opracowanego przez w 1935 roku Ignacego Tłoczka planu zabudowy Mokre miało dzielić się na dwie części. Zachodnia wraz z Chełmińskim Przedmieściem miało mieć charakter mieszkalny, wschodnia przemysłowo-mieszkalny. Plan ten zaakceptowano po II wojnie światowej.
W czasie II wojny światowej na terenie Fabryki Smalcu i Rafinerii Olejów Jadalnych na rogu skrzyżowań ulic Pod Dębową Górą i Grudziazkiej, wykorzystując istniejące już budynki Niemcy urządzili obóz przesiedleńczy dla Polaków z Pomorza, tzw. Szmalcówkę. Przeszło przez niego około 18 tysiąca więźniów. Wielu z nich zmarła z powodu głodu i chorób. Po wojnie w tym miejscu powstały zakłady Spomasz. Filią tegoż obozu był obóz przy ul. Bażyńskich, w nieistniejących już dziś zabudowaniach przedwojennej drukarni Stefanowicza. Pod koniec stycznia 1945 roku na Mokrem toczyły się walki pomiędzy wojskami niemieckimi a oddziałami 70 Armii 2 Frontu Białoruskiego.
Do Mokrego przynależy osiedle Przy Kaszowniku, zaprojektowane przez Dyrekcję Zakładu Osiedli Robotniczych. Budowa osiedla była możliwa dzięki przeprowadzonej w 1949 roku akcji odzysku cegły, zebranej głównie na Podgórzu. Budowę osiedla zaplanowano na lata 1950–1955. W latach 80. wybudowano przy ul. Bażyńskich basen należący do Zakładu Włókien Sztucznych „Elana”.

## Architektura
Mimo średniowiecznej genezy, na Mokrem nie zachowały się zabytki sprzed końca XIX w. Dawniej na Mokrem dominowała zabudowa mieszkalna szachulcowa, tzw. mur pruski. Największe skupisko takiej zabudowy pozostała przy ul. Podgórnej, głównie na odcinku między ul. św. Mikołaja a Wiązową. W latach 80. XIX wieku przy ul. Władysława Łokietka 5 wzniesiono młyn Richtera. Znajdująca się na Mokrem cerkiew św. Mikołaja z 1888 roku jest jedynym drewnianym domem modlitwy w Toruniu.

## Zabytki wpisane do rejestru zabytków
- kościół Chrystusa Króla przy ul. Kościuszki 28/30[30][31]
- dawny kościół św. Jerzego wraz z plebanią przy ul. Podgórnej 74–76[30][32]
- dawny drewniany kościół staroluterański z 1888 roku przy ul. Podgórnej 69, po 1939 cerkiew św. Mikołaja[33][34][35]
- Fort III Stanisław Jabłonowski przy ul. Skłodowskiej-Curie 49[36][37]
- Fort IV Stanisław Żółkiewski przy ul. Chrobrego 86[36][37]
- Most przed nieistniejącą Bramą Lubicką, wzniesiony w latach 1882–1884[38][39]
- Schron piechoty J-7 wraz z nasypem ziemnym przy ul. Kociewskiej 22a[40][41]
- Schron piechoty J-6 z terenem działek przy ul. Polnej 124[40][41]
- Willa przy ul. Batorego 5[42][34]
- Dom Grossówny przy ul. Polskiego Czerwonego Krzyża 30[43][44]